# Berberis dryandriphylla
Espèce
Statut de conservation UICN

 VU B1+2c : Vulnérable
Berberis dryandriphylla est une espèce de plantes à fleurs de la famille des Berberidaceae.

## Publication originale
- Notizblatt des Botanischen Gartens und Museums zu Berlin-Dahlem 11: 781. 1933.